# Studebaker Silver Hawk
La Silver Hawk è una automobile prodotta dalla Studebaker Corporation di South Bend (Indiana) dal 1957 al 1959. Venne anche prodotta, senza modifiche rilevanti, nel 1960 e nel 1961 con il nome di Studebaker Hawk.

## Contesto
Con questa vettura la Casa sostituì due altri modelli della gamma Hawk: la Flight Hawk, dotata del motore a 6 cilindri Champion e la Power Hawk che invece montava il V8 da 4,2 L (259in3) Commander. I due modelli, in vendita negli USA che vennero sostituiti erano dei coupé due porte. La Silver Hawk fu posta in vendita con la possibilità di scegliere quale motore montare tra quelli dei modelli che sostituì.
In apparenza la Silver Hawk si presentava come una versione meno accessoriata della Golden Hawk che rappresentava la versione di punta della gamma Hawk degli anni 1957-1958. La vettura era meno cromata, non aveva la presa d'aria sul cofano per il compressore e veniva venduta con una verniciatura bicolore molto semplice: un colore era posto sotto la linea mediana mentre l'altro copriva la parte superiore, tra i due colori era posizionata una modanatura cromata.

Con la crisi finanziaria nella quale versava la Studebaker, a seguito delle deludenti prestazioni economiche fatte registrare nel 1958, la Golden Hawk venne eliminata e così, nel 1959, rimase in produzione della gamma Hawk la sola Silver Hawk.

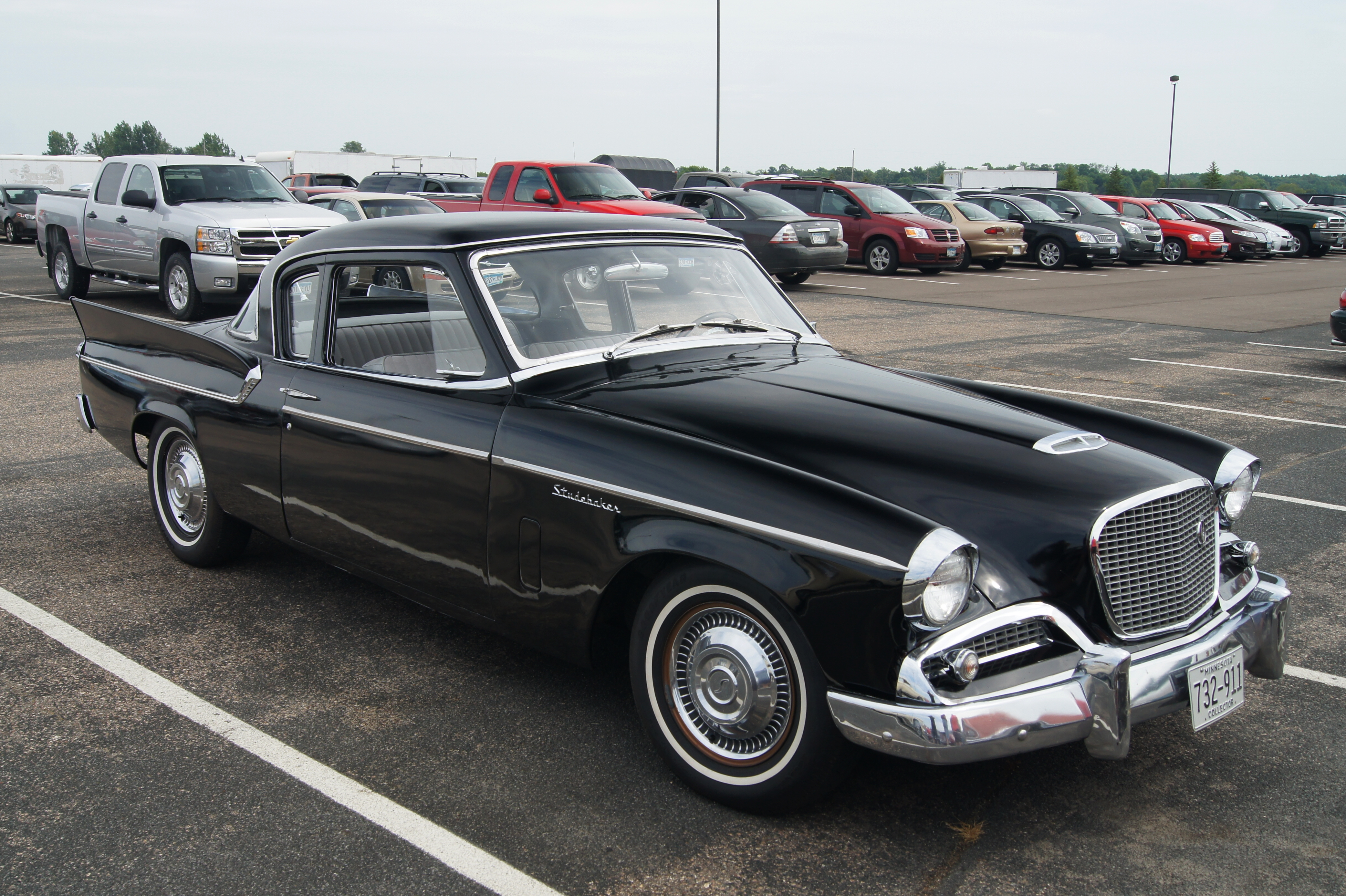
Studebaker Silver Hawk del 1959

La vettura venne realizzata appositamente di dimensioni generose in quanto i concessionari della Casa desideravano una vettura che fosse imponente, per poterla mostrare nei propri saloni in modo da attirare la clientela. Clientela che poi magari finiva per acquistare un modello più piccolo, quale la compatta Lark, vettura che rappresentava l'ultima speranza della Studebaker. Quindi in questo periodo l'ultimo modello non-Lark rimasto in produzione fu proprio la Silver Hawk.
Il modello 1959 della Silver Hawk era una vettura che combinava caratteristiche della Golden Hawk con quelle della Silver Hawk. Il nome della vettura venne spostato dalle code sul corpo vettura. Tra le due parole venne posizionato il nuovo simbolo della gamma Hawk. Le luci di posizione vennero spostate dai lati della calandra sui paraurti. Furono aggiunte le parti cromate, tipiche della Golden Hawk, attorno ai finestrini mentre gli interni erano una via di mezzo tra i due modelli. La verniciatura bicolore venne eliminata dalle vetture vendute sul mercato americano mentre rimase per quelle vendute all'estero.
Il 1959, con i suoi modelli, fu il primo anno positivo per la Studebaker dopo sei anni di risultati negativi. Il successo fu dovuto sia alla Lark che alla Silver Hawk che fu venduta in 7.788 esemplari. Questo risultato fece sì che la vettura venisse mantenuta in produzione per un altro anno.

### La Studebaker Hawk
Il modello 1960 venne chiamato semplicemente Hawk e rimase, ancora una volta, l'unico modello di questa gamma in produzione. Non ci furono modifiche rispetto al modello dell'anno precedente. Nel biennio 1960 - 1961 era disponibile, sul mercato USA, un solo motore per questa vettura: il 4.7 L (289in3) V8 montato in precedenza sulla Golden Hawk ma che su questa vettura era senza il compressore. Alcuni motori sei cilindri furono montati su vetture destinate all'esportazione.
Il modello 1961, ultimo anno di produzione, vide un limitato ritorno della verniciatura bicolore con l'inserimento di strisce di colore diverso alla base delle pinne. Nel 1962 venne sostituita dalla Studebaker Gran Turismo Hawk.